# USV Hercules
De Utrechtse Sportvereniging Hercules is een omnisportvereniging uit de stad Utrecht.

## Algemeen
Hercules werd op 22 april 1882 als cricketclub opgericht en is daarmee een van de oudste verenigingen van Nederland. Als verenigingskleuren koos men blauw en wit. In 1889 werd de afdeling voetbal opgericht. De naam van de vereniging werd toen veranderd van Utrechtsche Cricketclub (U.C.C.) “Hercules” in Utrechtsche Cricket- & Voetbalvereniging (U.C. & V.V.) “Hercules”. In januari 1981 vond een ingrijpende verandering plaats, toen de nieuwe statuten met het huishoudelijk reglement door de algemene ledenvergadering werden goedgekeurd. Hercules veranderde van Utrechtsche Cricket- & Voetbalvereniging in Utrechtse Sportvereniging (U.S.V.), waardoor de weg vrijgemaakt was voor andere sporten dan cricket en voetbal.
Sportafdelingen
Cricket: opgericht 22 april 1882, heropgericht 1912, vrouwen sinds 1980
Voetbal: opgericht 26 oktober 1889
Futsal: opgericht 1968
Tennis: opgericht juli 1981
Goalball: opgericht 2002
Badminton: opgericht 2006

## Voetbal
In de bestuursvergadering van 26 oktober 1889 werd besloten een voetbalafdeling op te richten en daarmee is Hercules een van de oudste voetbalclubs van Nederland.
Hercules is tegenwoordig  een van de grootste voetbalverenigingen in de regio Utrecht, met 20 seniorenteams, verdeeld over een zaterdag en zondagafdeling en meer dan 40 jeugdteams. Verder heeft Hercules dankzij de in 1991 aangelegde sporthal de grootste zaalvoetbalafdeling van Nederland: rond de 50 “Futsal”-teams, zowel mannen als vrouwen.
Een hoogtepunt bereikte Hercules door op 21 december 2023 met 3-2 van Ajax te winnen in de tweede ronde van de TOTO KNVB Beker. Derde divisionist Hercules schakelde daarmee de recordwinnaar uit die drie niveaus hoger speelde.
Accommodatie
De thuiswedstrijden worden op het sportpark in de wijk Voordorp gespeeld.
Vanaf de opening van het Stadion Galgenwaard in 1936 speelde Hercules hier samen met DOS. Dit duurde tot 1967, drie jaar later werd FC Utrecht opgericht en werd dat de hoofdgebruiker van het stadion. Het adres en de omliggende straat van het stadion Galgenwaard, respectievelijk het Herculesplein en de Herculeslaan, zijn beide vernoemd naar de voetbalclub.

### Standaardelftallen
Hercules heeft lang twee standaardelftallen gehad op zondag én op zaterdag. In het seizoen 2024/25 werd het zaterdagelftal niet meer ingeschreven.
Het zondagelftal heeft altijd het hoogst gespeeld, het speelt al jaren in de Derde divisie.

#### Erelijst zaterdag
kampioen Vierde klasse: 2019

#### Competitieresultaten zaterdag 1997–heden
| 7 7B |

| 2 7B |

|  |

| 3 7A |

| 7 6B |

| 3 5C |

| 5 4G |

| 8 4G |

| 8 4H |

| 9 4H |

| 8 4H |

| 8 4G |

| 2 4G |

| 4 3D |

| 9 2B |

| 14 2B |

| 8 3C |

| 13 3D |

| 5 4F |

| 2 4F |

| 2 4G |

| 2 4G |

| 1 4G |

| -- 3D |

| -- 3D |

| 5 3D |

| 10 3C |

| 14 4E |

2017: de beslissingswedstrijd op 13 mei bij SV Houten om het klassekampioenschap in 4G werd met 0-2 verloren van VV Maarssen.
| Tweede klasse | Derde klasse | Vierde klasse | Vijfde klasse | Zesde klasse | Zevende klasse |

#### Erelijst zondag
kampioen Hoofdklasse: 2014
kampioen Tweede klasse: 1898, 1899, 1914, 2006
kampioen Derde klasse: 1923, 1957, 1965, 1995, 1998, 2003, 2005
kampioen Vierde klasse: 1988, 1994

#### Competitieresultaten zondag 1893–heden
| 5 |

| 3 |

|  |

|  |

| 2 2A |

| 1 |

| 1 2C |

| 5 |

| 2 |

| 2 |

| 4 1B |

| 3 1B |

| 7 |

| 8 |

| 3 |

| 10 |

| 9 |

| 9 |

| 10 |

| 2 2C |

| 5 2C |

| 1 2C |

| 7 |

| 8 |

| 11 |

| 5 1A |

| 12 1A |

| 12 |

| 5 2B |

| 10 2B |

| 1 3D |

| 5 2B |

| 2 2B |

| 3 2B |

| 5 2B |

| 5 2A |

| 10 2B |

| 4 2B |

| 3 2B |

| 4 2B |

| 5 2B |

| 6 2B |

| 10 2A |

| 10 2B |

| 4 2A |

| 8 2B |

| 9 2B |

| 9 |

| 5 2B |

| 4 2A |

| 6 2B |

| 11 2B |

|  |

| 9 2B |

| 11 2A |

| 8 2A |

| 6 2B |

| 9 2B |

| 7 2B |

| 11 2B |

| 6 3D |

| 7 3D |

| 4 3D |

| 7 3D |

| 1 3D |

| 7 2B |

| 11 2B |

| 2 2B |

| 13 2B |

| 11 3D |

| 9 3D |

| 8 3D |

| 1 3D |

| 7 2B |

| 10 2B |

| 10 2B |

| 13 2B |

| 8 3D |

| 6 3D |

| 8 3D |

| 7 3D |

| 8 3D |

| 8 3D |

| 3 3D |

| 5 3D |

| 5 3D |

| 9 3D |

| 8 3D |

| 11 3D |

| 3 4H |

| 3 4G |

| 2 4G |

| 6 4G |

| 2 4G |

| 2 4G |

| 1 4H |

| 12 3D |

| 8 4H |

| 8 4H |

| 8 4H |

| 2 4H |

| 1 4H |

| 1 3D |

| 7 2B |

| 11 2B |

| 1 3D |

| 6 2B |

| 9 1A |

| 10 1A |

| 11 2A |

| 1 3D |

| 11 2B |

| 1 3D |

| 1 2B |

| 7 1A |

| 9 1A |

| 9 1A |

| 11 1A |

| 3 2B |

| 4 1A |

| 4 1A |

| 1 C |

| 12 |

| 10 |

| 4 |

| 9 |

| 11 |

| -- |

| -- |

| 2 |

| 3 |

| 4 |

| 6 |

| Derde divisie Topklasse | Hoofdklasse | Eerste klasse | Overgangsklasse | Tweede klasse | Derde klasse | Vierde klasse | Noodcompetitie |

In elke staaf van de grafiek staat van boven naar beneden vermeld: 
- Eindnotering

Dit is de positie die de club heeft bereikt in de competitie, zonder eventuele beslissings-, play-off- of nacompetitiewedstrijden die nodig zijn geweest om bijvoorbeeld de kampioen van de competitie te bepalen.
Indien een * achter het getal staat is de notering een tussenstand en kan het zijn dat de notering niet overeenkomt met de uiteindelijke eindstand van de competitie.
Staat er een - dan is het seizoen nog bezig en is er geen definitieve uitslag bekend.
Staat er xx op de positie van de notering, dan heeft de club vroegtijdig de competitie verlaten. Dit kan onder andere komen door terugtrekking van het team, faillissement van de club of door een uitgedeelde straf van de KNVB. In veel gevallen staat elders in het artikel de reden vermeld.
Staat er een ? dan is het resultaat uit het verleden onbekend, en is alleen de competitie of het niveau bekend van dat seizoen.
In de seizoenen 2019/20 en 2020/21 werd wegens de coronacrisis het amateurvoetbal afgebroken. Daardoor kennen deze staven geen eindklassering (middels -- weergegeven).
- Competitieniveau en afdelingsletter of Officiële eindstand Eredivisie
  - Competitieniveau en afdelingsletter

Hierbij geeft het getal het niveau weer, dat ook terug te vinden is in de legenda. De letter is de afdelingsaanduiding en wordt gebruikt wanneer er meer afdelingen zijn op hetzelfde niveau. De afdelingsletter is altijd een hoofdletter en wordt meestal zonder nummer gebruikt.
Voorbeeld: 2F is niveau 2e klasse competitie F.
Het competitieniveau en nummer wordt niet vermeld wanneer er slechts één competitie van dit niveau was.
  - Officiële eindstand Eredivisie (getal staat tussen haakjes vermeld)

Sinds de introductie van play-offwedstrijden voor Europees voetbal na afloop van de reguliere competitie in 2005/06, is de KNVB verplicht een eindstand van de Eredivisie door te geven aan de UEFA aan de hand van deze play-offwedstrijden.
Bij deze eindstand staan clubs die zich hebben gekwalificeerd voor Europees voetbal hoger dan clubs die zich niet wisten te kwalificeren. Indien er geen verschil was tussen de eindnotering en de officiële eindstand, staat dit getal niet vermeld.

- Onderafdeling

Hier staat afgekort de naam van de onderafdeling indien de club in dat jaar in een onderafdeling uitkwam. Tevens staat deze afkorting in de legenda en wordt gelinkt naar het artikel over deze onderafdeling. Deze afkorting wordt alleen vermeld wanneer de club in het verleden in verschillende onderafdelingen heeft gespeeld. Deze vermelding is in de staaf altijd in kleine letters. Deze onderafdelingen zijn na het seizoen 1995/96 afgeschaft. Heeft de club in slechts één onderafdeling gespeeld, dan is dit alleen terug te vinden in de legenda.
Onder de staaf staat het jaartal vermeld waarin het seizoen is afgesloten. 15 verwijst naar het seizoen 2014/15 of eventueel het seizoen 1914/15.
Wanneer een staaf leeg is, zijn deze gegevens niet bekend. Het kan ook zijn dat de club dat seizoen niet heeft meegespeeld op het hogere amateurniveau, vroegtijdig de competitie heeft verlaten of uit de competitie is gezet.

In het seizoen 1944/45 was er wegens de Tweede Wereldoorlog geen regulier competitievoetbal.

#### USV Hercules in de KNVB Beker
Dit schema laat de resultaten zien van Hercules tegen profclubs in de KNVB Beker.
| Seizoen | Ronde     | Wedstrijd                   | Uitslag  |
| ------- | --------- | --------------------------- | -------- |
| 2017/18 | 1e ronde  | Hercules - FC Groningen     | 2-4      |
| 2022/23 | 1e ronde  | Hercules - NAC Breda        | 0-1      |
| 2023/24 | 2e ronde  | Hercules - AFC Ajax         | 3-2      |
| 2023/24 | 8e finale | Hercules - SC Cambuur       | 3-4 n.v. |
| 2024/25 | 1e ronde  | Hercules - Sparta Rotterdam | 1-6 n.v. |

#### Erelijst reserve zondag
kampioen reserve vierde klasse: Heren 4 - 2018
kampioen reserve vierde klasse: Heren 2 - 2022

## Vrouwen
Het eerste vrouwenvoetbalelftal speelt in 2025/26 in de Derde klasse. 
In seizoen 2023/2024 heeft het vijfde vrouwenvoetbalelftal van USVV Odysseus ‘91 de transfer gemaakt naar USV Hercules. Het elftal komt uit in de Derde Klasse zaterdag.

### Erelijst
kampioen Tweede klasse: 2018
kampioen Derde klasse: 2016

## Bekende (oud-)spelers
- Maurits de Baar
- Rogier Benschop
- Emre Bilgin
- Conner Blöte
- Victor van den Bogert
- Wout Buitenweg
- David Buitenweg
- Philip van Dijk
- André le Fèvre
- Giovanni Gravenbeek
- Mats Grotenbreg
- Ralph Hovestad
- Hans Kosterman
- Tim Pieters
- Mikki van Sas
- Barend Stel

## Cricket
Cricket vormde de eerste tak van de sportvereniging USV Hercules, bij de oprichting in 1882. In 1884 werd het eerste nationale kampioenschap cricket gehouden, de eerste drie edities waren een prooi voor HCC, in 1887 werd met Hercules voor het eerste een andere club Nederlands kampioen. 
In 2024 speelt het eerste cricketteam van Hercules in de Hoofdklasse, het tweede niveau in Nederland, nadat het team in 2023 promoveerde uit de Eerste Klasse. 

#### Erelijst cricket
Nederlands kampioen cricket: 1887
VVU Ardahanspor · DESTO · Domstad Majella · DVSU · UCS EDO · USV Elinkwijk · Eminent Boys · Faja Lobi KDS · USV Hercules · SV HMS · Hyenas FC · SV Kampong · VV Kismet · VV De Meern · SV Nieuw Utrecht · VV Odin · Odysseus '91 · SV Overvecht/De Dreef  · ksv PVC · PVCV Vleuten · SV Rivierwijkers · Sporting '70 · VV Sterrenwijk · FC Utrecht · UVV · SV Vechtzoom · VV Voorwaarts · VSC · VVJ · Zwaluwen Utrecht 1911